# Mitraria
Mitraria é um género botânico pertencente à família Gesneriaceae.

## Espécies
- Mitraria coccinea
- Mitraria commersonia = Barringtonia butonica
- Mitraria pallida
- Mitraria tomentella

## Nome e referências
Mitraria Cav.